# Haetera ecuadora
Haetera ecuadora är en fjärilsart som beskrevs av Brown 1942. Haetera ecuadora ingår i släktet Haetera och familjen praktfjärilar. Inga underarter finns listade i Catalogue of Life.